# Mr.Mr.
Mr.Mr. è il quarto EP del girl group sudcoreano Girls' Generation, pubblicato nel febbraio 2014.

## Tracce
1. Mr.Mr. – 3:55
2. Goodbye – 3:14
3. Europa (유로파) – 3:22
4. Wait A Minute – 3:25
5. Back Hug (백허그) – 4:09
6. Soul (Korean Version) – 3:47